# Rang-du-Fliers
 Rang-du-Fliers  es una población y comuna francesa, situada en la región de Norte-Paso de Calais, departamento de Paso de Calais, en el distrito de Montreuil y cantón de Berck.

## Demografía
| 1966 | 2224 | 2789 | 3297 | 3579 | 3612 |
| Para los censos de 1962 a 1999 la población legal corresponde a la población sin duplicidades (Fuente: INSEE [Consultar]) |      |      |      |      |      |